# دوغ باند
دوغ باند (بالإنجليزية: Doug Band)‏ هو محامي ورائد أعمال أمريكي، ولد في 28 أكتوبر 1972 في ساراسوتا في الولايات المتحدة.

## وصلات خارجية
- الموقع الرسمي